# Menander petronius
Menander petronius är en fjärilsart som beskrevs av Jean Baptiste Godart 1824. Menander petronius ingår i släktet Menander och familjen Riodinidae. Inga underarter finns listade i Catalogue of Life.